# 師団対空情報処理システム

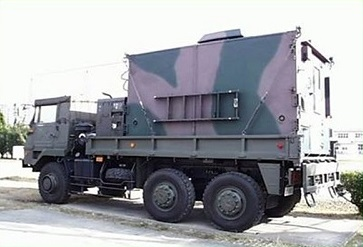
師団対空情報システム（DADS）

師団対空情報処理システム（しだんたいくうじょうほうしょりシステム、英:Division Air defence Data-processing System、略語DADS）は、陸上自衛隊の装備。主に師団の高射特科部隊に配備される。対空レーダ等の情報を集約し、対空射撃、対空戦闘に必要な情報を迅速・正確に処理伝達するための装備。1990年（平成2年）度から配備が始まった。製作は日本電気。

## 概要
対空レーダ装置 JTPS-P14、低空レーダ装置 JTPS-P18などの対空レーダの情報を集約・処理し、87式自走高射機関砲、93式近距離地対空誘導弾、81式短距離地対空誘導弾などを運用する対空戦闘部隊に指示を伝達する。

### 構成
- 対空戦闘指揮所装置
- 対空戦調整所装置
- 受信装置
- 送信装置
- 車両対空情報受信機
- 携帯対空情報受信機
- 各種連接端末装置

## 後継

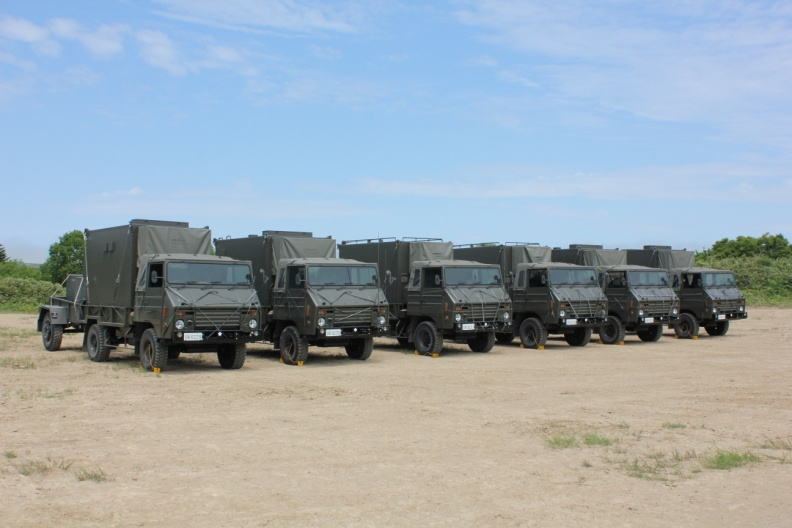
第2師団第2高射特科大隊本部中隊が装備する対空戦闘指揮統制システム(ADCCS)Ⅱ型

師団の対空戦闘指揮所で運用される本システムと方面隊の対空戦闘指揮所で運用される「高射指揮所装置（MTQ-1)」の後継の「対空戦闘指揮統制システム」の調達が平成21年度から開始され、平成23年度から取得される予定である。